# 陈元宪
陳元憲（15世紀—16世紀），字一章，號石溪，福建福州府連江縣西舖人，明朝政治人物。

## 生平
陳元憲是弘治二年（1489年）己酉科福建鄉試舉人，正德五年（1510年）授崇明知縣，崇明近海沖積沙地可作新田，豪族施天泰、鈕東山以爭田仇殺，各聚眾至千餘人，航海為盜，應天巡撫艾璞派他清剿，他向二族人諭以禍福，使雙方復業，事情得上表後獲賜金幣，陞臨江通判，抓捕大帽山流賊，釋放被脅迫的販商五十餘人，改雲南白鹽井鹽課司提舉，因雙親年老辭官回鄉。

## 引用
1. 1 2  民國《連江縣志·卷二十三·列傳》：陳元憲，字一章，號石溪，縣西舖人，宏治二年鄉薦，授崇明令，崇明邊海多積沙成洲，可作新田邑，有施氏、鈕氏皆豪族也，以爭田鬥殺，各聚眾至千餘，官捕急懼誅，遂航海為盜，元憲至諭以禍福，令復業事，聞詔賜金幣，擢臨江判，會大帽山賊掠諸郡縣，元憲遣兵討之多所俘獲，有販商五十餘人為賊脅從，鞫其實盡釋之，其存心仁恕類如此。遷雲南提舉，以親老乞歸。子秉誠、秉謨俱登鄉舉，秉謨自有傳。 通志入良吏
2. ↑  民國《崇明縣志·卷十·職官》：陳元憲，字一章，福建連江人，弘治間知縣事，施天泰、鈕東山之亂，巡撫艾璞倚以勦賊，所向克獲，尤加意學校，士民頌之。
3. ↑  光緒《續修白鹽井志·卷五·秩官志》：提舉題名 明……陳元憲 福建福寧人舉人